# Никита Константинопольский
Ники́та Константино́польский (греч. Νικήτα Κωνσταντινούπολη; ок. XI-XII веков) — христианский святой, Константинопольский письмоводитель, блаженный. Его называли сокровенным в связи с местом проживания среди городской суеты, где он выполнял тайные подвиги благочестия. Память Никиты Константинопольского совершается 9 (22) сентября. Изображается во весь рост со свитком. В своей жизни достиг высокого духовного совершенства.

## Жизнеописание
Согласно житию, у Никиты Константинопольского было два друга — священник и диакон Созонт. Из-за некоторых обстоятельств они поссорились. После смерти священника его бывший друг (Созонт) очень скорбел о том, что он не успел с ним помириться. Он рассказал старцу-подвижнику о терзавшем его совесть грехе. Старец велел ему отдать письмо первому, кого Созонт встретит в полночь у храма Святой Софии Премудрости Божией. Этим первым оказался Никита, который в то время являлся хартуларием. Прочитав письмо, он заплакал и сказал, что намеренное выше его сил, но по молитвам старца, пославшего Созонта, он сделает всё что сможет. Перед церковными дверями святой Никита сотворил поклон со словами: «Господи, открой нам двери милости Твоей», – и двери храма сами собой открылись. По основным источникам указано, что святой Никита стал молиться, оставив диакона на пороге. Созонт видел, как его осиял чудный свет. После совершения молитвы они вышли из храма, и двери сами собой закрылись. Когда они подходили к церкви Влахернской Божией Матери, Никита вновь стал молиться. После чего перед ними отверзлись двери. В храме стало светло, из алтаря вышло два ряда священников, в числе которых оказался друг диакона Созона. Тогда Никита сказал Созонту: «Отче пресвитер, побеседуй с братом твоим, и прекратите вражду, которую вы имеете между собой». Сразу же священник и диакон поклонились друг другу, с горячей любовью к друг другу обнялись и примирились. Когда священник ушёл обратно, двери сами собой затворились. Блаженный Никита сказал диакону: «Брат Созонт, спаси душу свою для себя и для моей пользы. Отцу же, пославшему тебя, скажи, что чистота его святых молитв и его упование на Бога могут и мёртвых воздвигнуть». По основным источникам указано, что после этих слов Никита стал невидим для Созонта. Сокровенный угодник Божий Никита-хартуларий снял грех с живого и мёртвого. Вернувшись обратно к старцу-духовнику, диакон со слезами благодарил его.

## Память
- В православной церкви память Никиты Константинопольского совершается 9 (22) сентября